# Saxon (album)
Saxon è l'album d'esordio del gruppo britannico Saxon, pubblicato nel 1979 dall'etichetta discografica Carrere Records.

## Il disco
Esordio discografico del gruppo, Saxon presenta delle sonorità differenti rispetto agli album successivi, accostando brani in linea con il futuro sound del gruppo (tra cui Stallions of the Highway e Still Fit to Boogie) ad altri più melodici (come Rainbow Theme e Frozen Rainbow).

## Tracce
Testi e musiche di Biff Byford, Paul Quinn, Graham Oliver, Steve Dawson, Pete Gill.
1. Rainbow Theme – 3:07
2. Frozen Rainbow – 2:30
3. Big Teaser – 3:55
4. Judgement Day – 5:31
5. Stallions of the Highway – 3:00
6. Backs to the Wall – 3:10
7. Still Fit to Boogie – 2:54
8. Militia Guard – 4:50

## Formazione
- Peter "Biff" Byford - voce
- Paul "Blute" Quinn - chitarra
- Graham "Oly" Oliver - chitarra
- Steve "Dobby" Dawson - basso
- Pete "Frank" Gill - batteria